# Caïffa
Pour les articles homonymes, voir Caïffa (homonymie).
Caïffa ou Caifa ou Cayphas est le nom d'une ville qui se trouvait en bord de mer et qui faisait partie du royaume de Jérusalem. Aujourd'hui elle porte de nom de Haïfa et se trouve en Israël.

## Histoire
En 1100, les Croisés font le siège de la ville et l'enlèvent avant de l’intégrer dans la principauté de Galilée.
Ce sont les Mamelouks qui reprennent les lieux en 1265 avant qu’elle ne soit progressivement désertée et abandonnée jusqu’au XVIIe siècle.

## Postérité
Bien que rien ne l'atteste, le nom ancien de la ville semble avoir inspiré la raison sociale de la société Au planteur de Caïffa.